# Аденский Биг-Бен
Биг-Бен Адена (араб. بيج بن عدن‎), или Аденский Биг-Бен, — башня с часами, которую построили англичане в городе Аден, Йемен, как уменьшенную копию башни Елизаветы в Лондоне.

## Другие названия «Аденского Биг-Бена»

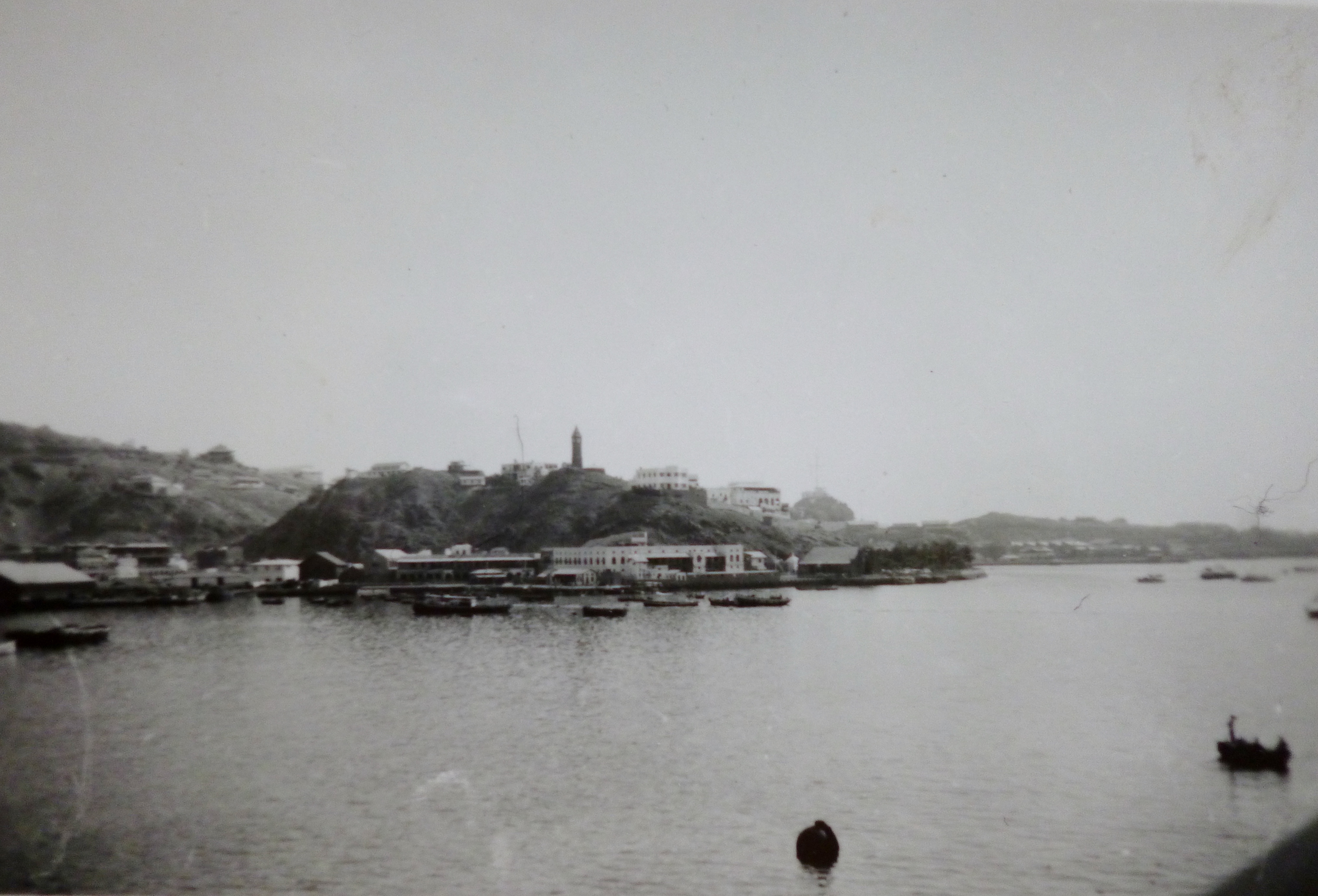
Аден в 1949 году. Вид с внутреннего рейда в направлении Аденского Биг-Бена

Башня с часами была спроектирована и построена в конце XIX века как копия Биг-Бена в Лондоне. Эта аденская башня с самого начала стала известной как «Биг-Бен Востока», «Биг-Бен арабов» или «Арабский Биг-Бен».
Фахми Тамер Ганем, местный историк, ссылаясь на многочисленные источники, в начале 2012 года говорил: «Наши аденские башенные часы уступают по величине только лондонскому Биг-Бену, занимая, таким образом, второе почётное место в мире…» Но аденский Биг-Бен до недавнего времени имел названия «Арабский Биг-Бен» (в русских источниках «Аравийский Биг-Бен», потому что «Аравийский полуостров»— название на русском языке, а «Арабский полуостров» — на других языках), или «Биг-Бен Востока». В 2012 году в Мекке построили башню с часами Абрадж аль-Бейт, которая выше, чем Биг-Бен в Лондоне, и которую в печати стали называть «Аравийским Биг-Беном», или «Арабским Биг-Беном», поэтому сооружение в Адене сегодня принято называть «Южно-аравийским Биг-Беном».
Встречаются и такие английские названия башни в Адене: «Маленький Бен (англ. Little Ben)», «Hogg Tower» или «Hogg Clock Tower», Чудо аравийского юга.

## История
Аденский Биг-Бен, копия британского собрата, поднялся в лощине среди хижин, зданий района Тувахи в Адене и гор, которые подступили к южной столице Йемена. Инженеры метрополии взялись за возведение башни из чёрного камня, скрепляя кладку замеса особо прочными марками цемента с водой.

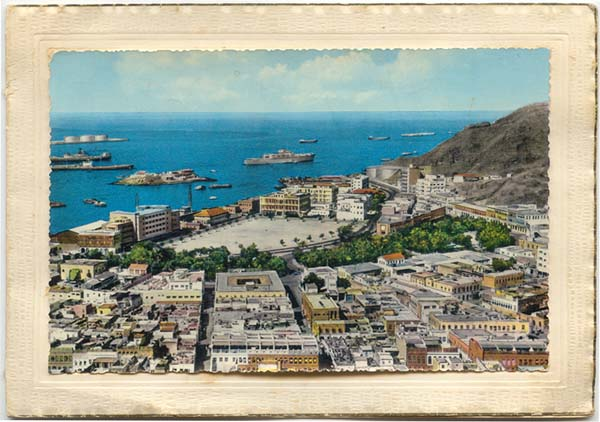
Почтовая карточка 1961 года. Вид на район Tawahi.

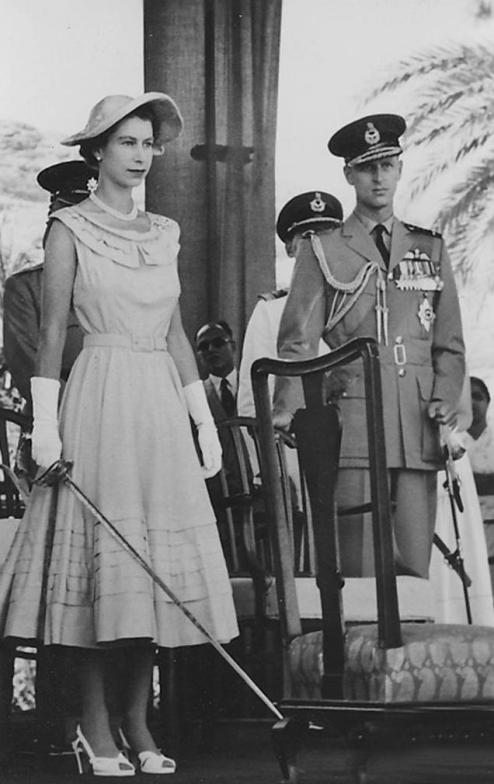
Королева Елизавета в Адене в 1954 году во время официального визита в Аденскую колонию

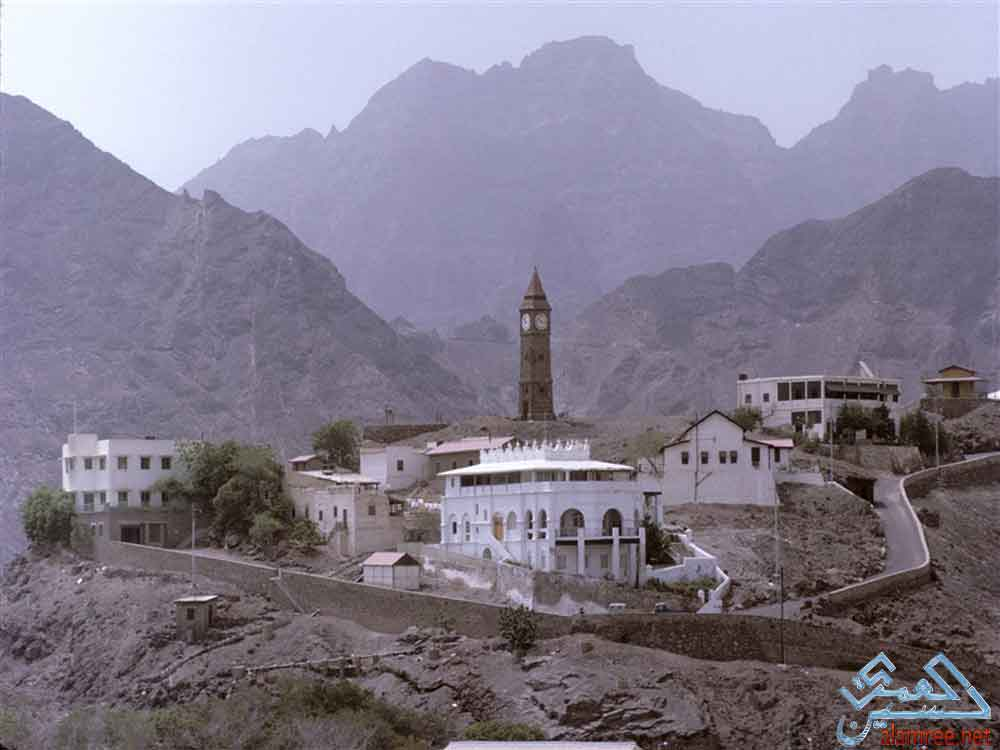
Биг-Бен в Адене. 1964 год

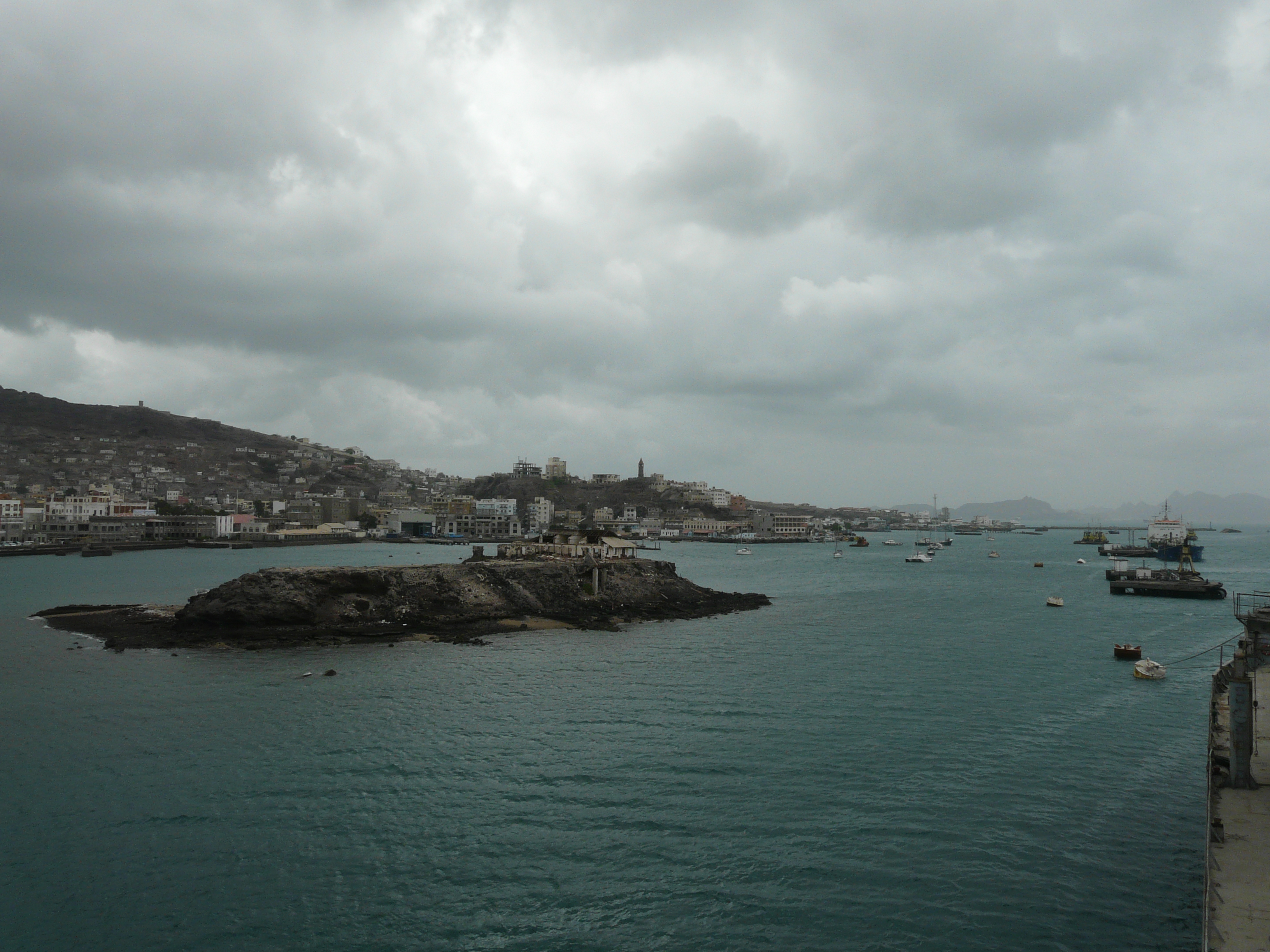
Вид на район Тавах в Адене. На вершине холма Аденский Биг-Бен. Фото от 13 февраля 2010 года

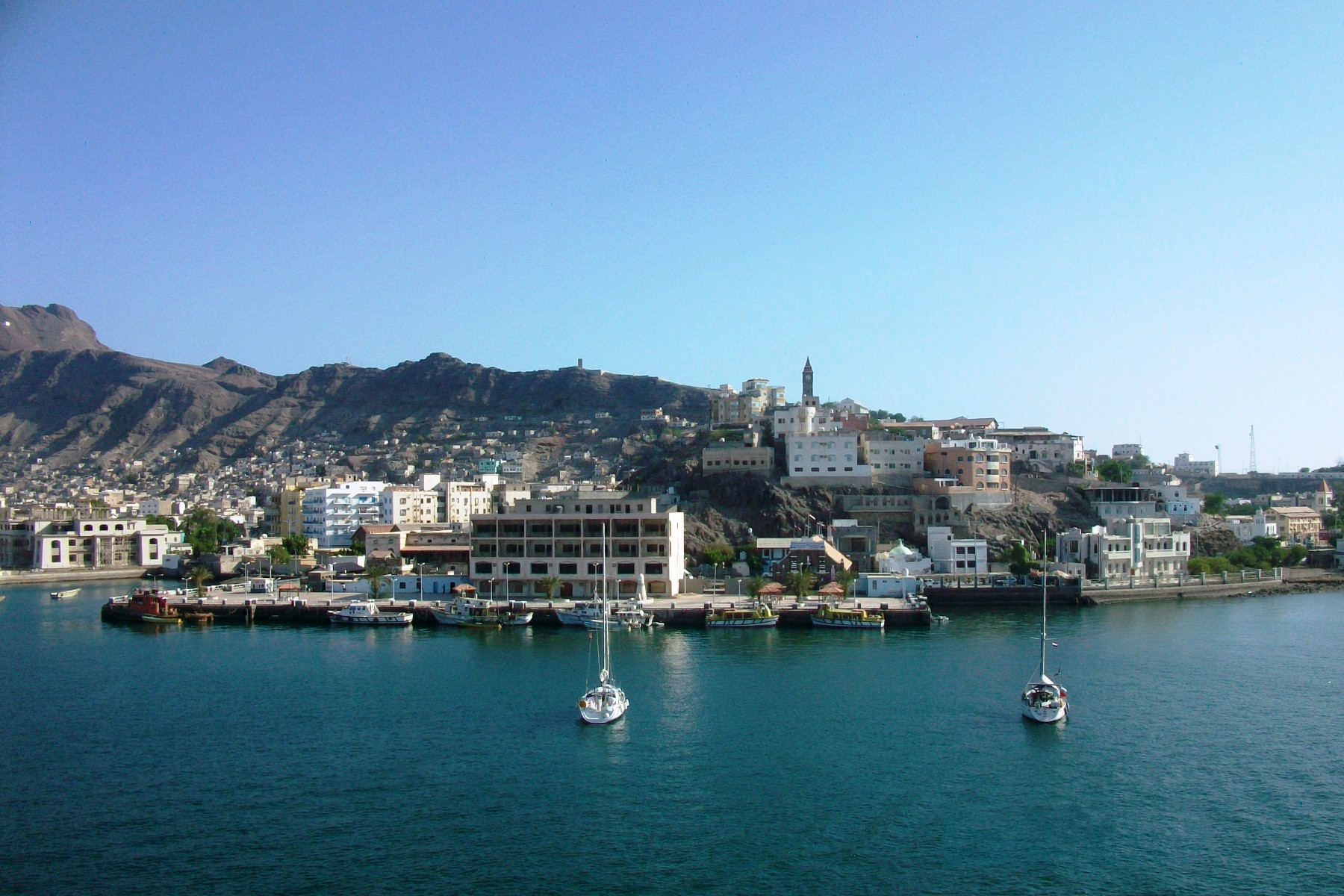
Биг-Бен в Адене. 20 октября 2010

Проект был завершён в 1890 году британскими архитекторами, которые принимали участие в проектировании и строительстве, и при содействии местных работников. Башня сделана из чёрных камней и цементной смеси. Форма прямоугольная. Крыша — равносторонний треугольник, покрытый красным кирпичом. Диаметр около четырёх метров, ширина циферблата составляет 1,5 м, а высота сооружения составляет 22 м. Внутри железная лестница в виде спирали, которая позволяет подняться на вверх башни и осмотреть Аденскую гавань с видом на окрестности района Тувахи.
Есть сведения о том, что королева Елизавета II провела в 1954 году дни медового месяца здесь, в Тувахи, где стоит Биг-Бен, в отеле «Полумесяц» (англ. «Crescent»), построенном в 1930-х годах. Это был первый фешенебельный отель на всей территории Аравийского полуострова и в зоне Персидского залива. Королева с удовольствием слышала каждое утро на балконах, в окнах и крыльях отеля удары часов Биг-Бена. Королева повелела продлить пребывание в Адене, который произвёл на неё огромное впечатление.
В эти годы к башне была приставлена охрана, которая проводила регламентные работы, заводила вручную часовой механизм, настраивала куранты. Однако климатические условия привели к остановке часов в середине 1960-х часы. В 1983 году часы были отремонтированы. Губернатор района Тувахи Шамседдин Афиф аль-Бакили говорил:

Потомки бывших колонизаторов очень нам помогли. Сразу же откликнулись, когда мы взялись за реставрацию. Британская фирма «Дарби» поставила часовой механизм, комплектующие детали, замечательное бело-матовое стекло для циферблатов, оснастку внутренней подсветки, стрелки. Совместно отлично поработали над экстерьером башенных часов.

Часы работали три года, до кровавых событий января 1986 года, когда политические партии социалистической ориентации взялись за оружие. В последующие годы старинные часы подверглись разграблению: механизм, металлические части, детали и конструкции были разобраны, их относили в утиль на металлолом, некоторые из частей продавали на чёрном рынке.
В начале 2010-х годов местный Совет и Управление общественными работами объявили о реализации проекта реставрации Биг-Бена в Адене. Для проведения работ было необходимо 24 тыс. $. Британская компания поставила запасные части. При реставрации использовались материалы из стекловолокна; были смонтированы внутреннее освещение, часы и контрольно-измерительный инструмент. В 2012 году часы вернулись в строй.

## Отзывы
Фахми Тамер Ганем, местный историк:

…Христианам башня напоминает храм. Внутри лёгкая металлическая винтовая лестница. Причудливо изгибаясь, она ведёт к корпусу часового механизма, откуда открывается великолепный вид на голубую гладь Аденского залива, знаменитые торговые ряды пригорода Тувахи и жилые кварталы.

Губернатор провинции Тувахи Шамседдин Афиф аль-Бакили:

Исторический памятник нам очень дорог. Представьте, более 120 лет британского господства, когда страна была заморской колонией Соединенного Королевства, Биг-Бен был молчаливым свидетелем и колонизации, и длительной национально-освободительной борьбы йеменского народа. Рождённый в дни противостояния, Биг-Бен нашёл форму направленной вверх ракеты.

### В литературе
Путь… лежал через Стиммер — один из наиболее цивилизованных и более-менее европеизированных районов Адена. Основные постройки в Стиммере были сделаны ещё при англичанах, да и само название — Стиммер — осталось в наследство от колонизаторов. Обнорского больше всего поразил в этом районе Малый Биг-Беня — точная копия лондонского Биг-Бена, но в уменьшенном варианте.